# Stegidotea longipes
Stegidotea longipes är en kräftdjursart som beskrevs av Gary C.B. Poore 1991. Stegidotea longipes ingår i släktet Stegidotea och familjen Chaetiliidae. Inga underarter finns listade i Catalogue of Life.